# Amphoe Huai Thap Than
Amphoe Huai Thap Than (in Thai อำเภอ ห้วยทับทัน) ist ein Landkreis (Amphoe – Verwaltungs-Distrikt) im Westen der Provinz Si Sa Ket. Die Provinz Si Sa Ket liegt in der Nordostregion von Thailand, dem so genannten Isan. 

## Geographie
Amphoe Huai Thap Than grenzt an die folgenden Distrikte (von Norden im Uhrzeigersinn): an die Amphoe Mueang Chan, Uthumphon Phisai und Prang Ku in der Provinz Si Sa Ket, sowie an Amphoe Samrong Thap der Provinz Surin.

## Geschichte
Huai Thap Than wurde am 17. Januar 1977 zunächst als „Zweigkreis“ (King Amphoe) eingerichtet, indem die vier Tambon Huai Thap Than, Mueang Luang, Phak Mai und Kluai Kwang vom Amphoe Uthumphon Phisai separiert wurden. 
Die Verwaltung begann am 16. Februar mit der Arbeit mit einem temporären Gebäude innerhalb des buddhistischen Tempels (Wat) Wat Phra Charangsan (วัดประชารังสรรค์). Erst 1981 konnte die Verwaltung in ein festes Gebäude umziehen. 
Am 20. März 1986 wurde Huai Thap Than zum Amphoe heraufgestuft.

## Verwaltung

### Provinzverwaltung
Der Landkreis Huai Thap Than ist in sechs Tambon („Unterbezirke“ oder „Gemeinden“) eingeteilt, die sich weiter in 81 Muban („Dörfer“) unterteilen.
| Nr. | Name           | Thai      | Muban | Einw. |
| --- | -------------- | --------- | ----- | ----- |
| 1.  | Huai Thap Than | ห้วยทับทัน   | 08    | 6.287 |
| 2.  | Mueang Luang   | เมืองหลวง  | 14    | 8.632 |
| 3.  | Kluai Kwang    | กล้วยกว้าง  | 13    | 5.552 |
| 4.  | Phak Mai       | ผักไหม     | 17    | 7.024 |
| 5.  | Chan Saen Chai | จานแสนไชย | 13    | 7.204 |
| 6.  | Prasat         | ปราสาท    | 16    | 7.252 |

### Lokalverwaltung
Es gibt zwei Kommunen mit „Kleinstadt“-Status (Thesaban Tambon) im Landkreis:
- Chan Saen Chai (Thai: เทศบาลตำบลจานแสนไชย), bestehend aus dem ganzen Tambon Chan Saen Chai.
- Huai Thap Than (Thai: เทศบาลตำบลห้วยทับทัน), bestehend aus Teilen des Tambon Huai Thap Than.

Außerdem gibt es fünf „Tambon-Verwaltungsorganisationen“ (องค์การบริหารส่วนตำบล – Tambon Administrative Organizations, TAO):
- Huai Thap Than (Thai: องค์การบริหารส่วนตำบลห้วยทับทัน)
- Mueang Luang (Thai: องค์การบริหารส่วนตำบลเมืองหลวง)
- Kluai Kwang (Thai: องค์การบริหารส่วนตำบลกล้วยกว้าง)
- Phak Mai (Thai: องค์การบริหารส่วนตำบลผักไหม)
- Prasat (Thai: องค์การบริหารส่วนตำบลปราสาท)